# Sous le signe de Monte-Cristo
Pour les articles homonymes, voir Le Comte de Monte-Cristo (homonymie).
Pour plus de détails, voir Fiche technique et Distribution.
Sous le signe de Monte-Cristo est un film franco-italien réalisé par André Hunebelle, sorti en 1968.
Il s'agit d'une adaptation contemporaine du roman d’Alexandre Dumas Le Comte de Monte-Cristo, avec pour principaux interprètes avec Paul Barge, Anny Duperey, Claude Jade, Raymond Pellegrin et Pierre Brasseur. 

## Synopsis
Edmond Dantès (Paul Barge), incarcéré à Sisteron pour avoir dénoncé et permis le démantèlement de tout un réseau de Résistance, parvient en compagnie de Bertuccio (Paul Le Person), en 1947, à s'évader vers l'Amérique du Sud. Mais l'épave de l'avion est bientôt repêchée non loin du Brésil et les fugitifs sont considérés comme morts. Ils sauvent la vie d'une jeune fille, Linda (Claude Jade), et de son père (Gabriel Gascon) dans le désert. 
Un jour, Linda est enlevée. Les bandits cherchent à la violenter. La libération se solde par l'assassinat de son père. Dantès et Bertuccio promettent à Linda de ne jamais l'abandonner. Les années passent, mais les hasards de leur infortune les amènent à rencontrer un ivrogne, Faria (Pierre Brasseur), qui se prétend détenteur d'un trésor. Deux jours plus tard les trois hommes et Linda se mettent en route pour la montagne, emportant les explosifs nécessaires pour se frayer un chemin jusqu'à l'emplacement du trésor. Riche, sous un nouveau nom de Christian Montès, Edmond s'introduit dans le milieu où Morcerf (Raymond Pellegrin) — qui a épousé la fiancée d'Edmond, Maria (Anny Duperey) — et Villefort (Michel Auclair) vivent luxueusement grâce aux millions volés qui ont permis leur réussite. Il retrouve le dénonciateur qui confirme ses soupçons et il attire dans un piège les deux instigateurs de la félonie. Linda tend un piège au maître Villefort, qui veut tuer Edmond pour la deuxième fois.

## Fiche technique
- Titre : Sous le signe de Monte-Cristo
- Réalisation : André Hunebelle
- Assistants : Jacques Besnard, Jean-Pierre Desagnat, Roberto Bodegas
- Scénario : Jean Halain, André Hunebelle et Michel Lebrun d'après le roman d’Alexandre Dumas Le Comte de Monte-Cristo
- Photographie : Raymond-Pierre Lemoigne
- Montage : Colette Lambert
- Musique : Michel Magne
- Décors : Georges Lévy
- Son : René-Christian Forget
- Coordinateur des combats et des cascades : Claude Carliez et son équipe
- Production : Pierre Cabaud, Marcello Danon, André Hunebelle et Lucien Masson
- Sociétés de production : 
  -  Da. Ma. Produzione
  -  Production Artistique et Cinématographique, UGC Images, Pathé Films, Sirius Films
- Société de distribution : Compagnie française de distribution cinématographique
- Pays d’origine :  France |  Italie
- Langue originale : français
- Format : couleur (Eastmancolor) — 35 mm — son Mono
- Genre : Film d'aventure
- Durée : 90 minutes (1 h 30)
- Dates de sortie : 
  - France 11 décembre 1968

## Distribution
- Paul Barge : Edmond Dantès
- Claude Jade : Linda
- Anny Duperey : Maria
- Pierre Brasseur : Faria
- Michel Auclair : Gérard de Villefort
- Raymond Pellegrin : Albert Morcerf
- Paul Le Person : Bertuccio
- Jean Saudray : Caderousse
- Gabriel Gascon : Louis, le père de Linda
- Daniel Vérité : Jacques Lambert
- Jacques Seiler : l'aubergiste
- Yves Barsacq : Albert
- Pierre Collet : Morel
- Léonce Corne : le juge
- Iska Khan : le Chinois
- Robert Le Béal : l'officier au procès
- Albert Michel : le gardien du cimetière
- Bernard Musson : le fossoyeur
- Claude Rossignol : le chasseur
- Pierre Repp : Jauffrey
- Michel Thomass : le chirurgien
- César Torres : Manolo, le tueur
- Sylvain Lévignac : un bagarreur au bar
- Guy Delorme : un bagarreur au bar